# Station Szczecin Turzyn
Station Szczecin Turzyn was een spoorwegstation in de Poolse plaats Szczecin. Sinds 2002 stoppen hier geen passagierstreinen meer.

## Spoorlijnen
Het station ligt aan de spoorlijn 406 met volgende haltes station Szczecin Pomorzany en station Szczecin Pogodno en de spoorlijn 432 met de volgende halte station Szczecin Wstowo.
Szczecin Główny · Szczecin Pomorzany · Szczecin Turzyn · Szczecin Pogodno · Szczecin Łękno · Szczecin Niebuszewo · Szczecin Drzetowo · Szczecin Żelechowo · Szczecin Golęcino · Szczecin Gocław · Szczecin Glinki · Szczecin Skolwin · Szczecin Mścięcino · Police · Police Zakład · Jasienica · Dębostrów · Niekłończyca Uniemyśl · Trzebież Szczeciński